# Ansitz Paschbach

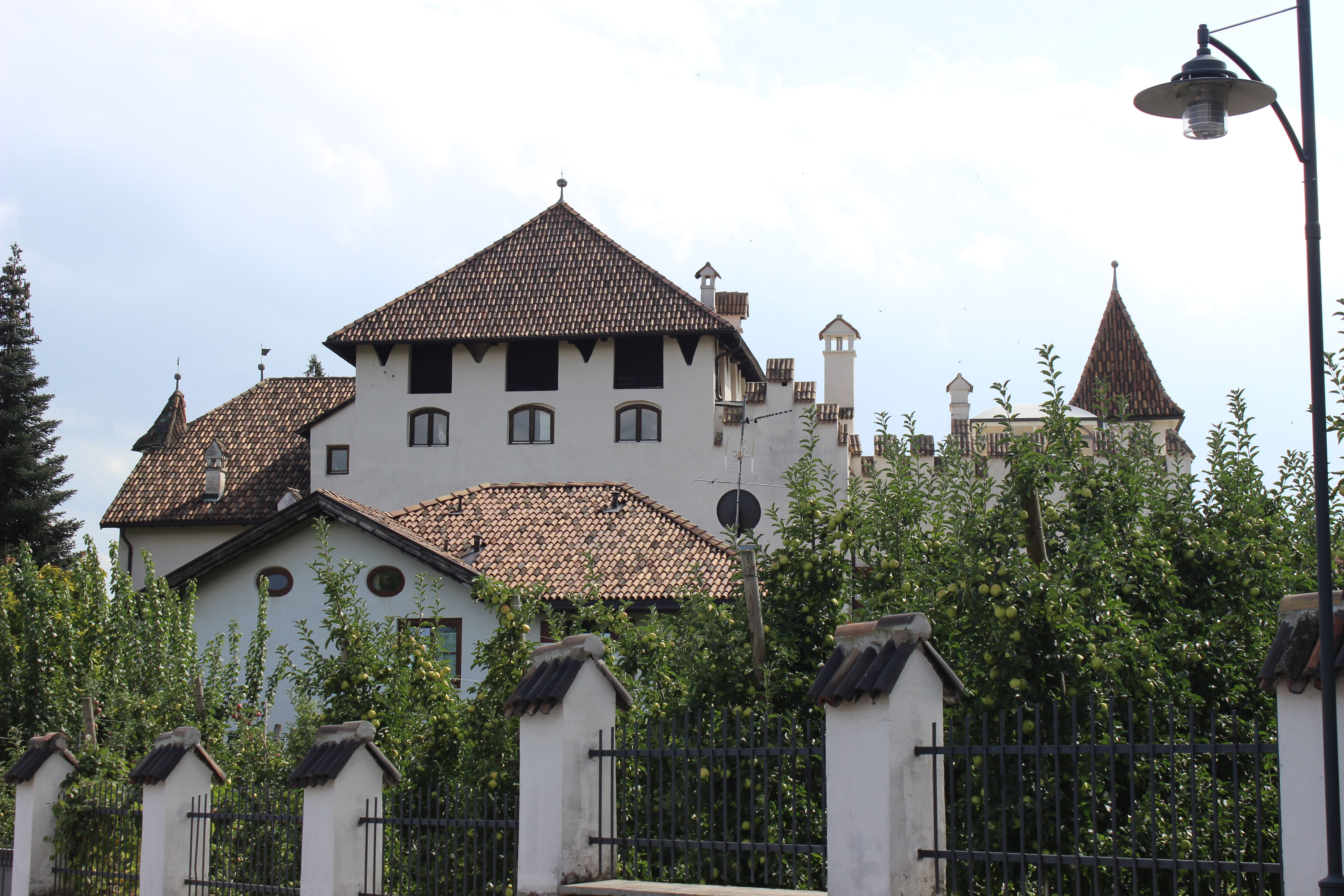
Ansitz Paschbach

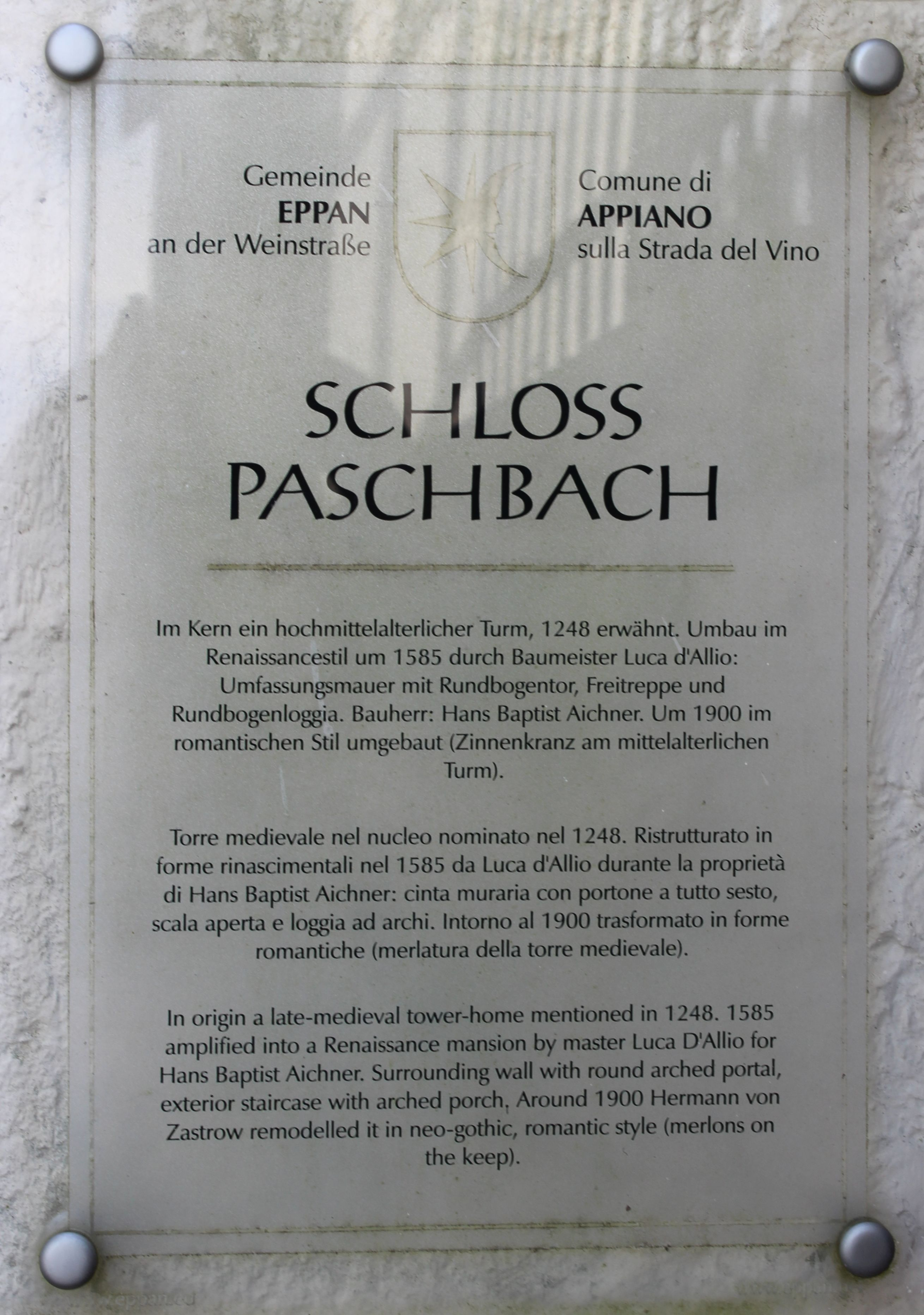
Infotafel

Schloss Paschbach  befindet sich in St. Michael (Eppan), Bergstraße 33, im Südtiroler Überetsch. 

## Geschichte
Das Gebäude entstand als Wohnturm im 13. Jahrhundert und wurde Pasquay oder Paschway genannt, woraus dann der Name Paschbach entstand, da am Gebäude der Mühlbach vorbeifließt. Noch 1463 wird die Anlage als das gesæss Pascua, also als Wohnsitz einer Adelsfamilie, bezeichnet. Der weitere Anbau zum Ansitz wurde im 15. Jahrhundert errichtet und ist ein typisches Beispiel des frühen Überetscher Stils, welcher südliche Stilelemente mit den nördlichen Elementen Tirols vereint. Ende des 19. Jahrhunderts wurde Paschbach zu einem romantischen Schloss von Hermann von Zastrow umgestaltet. Im 16. Jahrhundert gehörte Paschbach den Aichner von Paschbach und im 17. Jahrhundert den Herren von Mörl. 1835 wurde das Gebäuden von Franz Pardatscher gekauft, von 1869 bis 1898 gehörte es Amalia Peer. Nach mehreren Besitzerwechseln wurde es 1924 vom Alchemisten Franz Tausend gekauft und auf den Namen seiner Frau Therese eingetragen. 1946 ging es an die Tochter Rolanda Tausend-Zanghi; die heutige Eigentümerfamilie Zanghi sind Franz Tausends direkte Nachkommen. Heute wird ein Teil des Gebäudes als Bed and Breakfast genutzt. 

## Beschreibung
Das Gebäude ist ausgezeichnet erhalten. Im Inneren ist die ursprüngliche Form im Wesentlichen nicht verändert worden, wie z. B. die holzgetäfelte, gotische Stube. Im Außenbereich befindet sich ein wunderschöner Säulengang mit Loggia.  